# DHB-Pokal der Frauen 2002/03
Der DHB-Pokal der Frauen 2002/03 war die 29. Austragung des wichtigsten deutschen Hallenhandball-Pokalwettbewerbs für Frauen. DHB-Pokalsieger 2003 wurde – zum ersten und bislang einzigen Mal – der Frankfurter Handball Club, der im Finale die DJK/MJC Trier knapp mit 28:26 bezwang. Titelverteidiger Bayer 04 Leverkusen scheiterte bereits bei seinem ersten Auftritt in der 3. Hauptrunde.

## Hauptrunden
Die Ergebnisse der ersten drei Hauptrunden-Begegnungen sind in der offiziellen Datenbank (sis) nicht hinterlegt.

### 1. Runde
Die Spiele der 1. Hauptrunde, bei der insgesamt fünf Mannschaften Freilose erhielten, fanden überwiegend am Wochenende 7./8. September 2002 statt und führten zu folgenden Ergebnissen:
| Datum             | Uhrzeit | Heimmannschaft                    |   | Gastmannschaft                   | Ergebnis      |
| ----------------- | ------- | --------------------------------- | - | -------------------------------- | ------------- |
|                   |         | Eintracht Baunatal                | – | TuS Weibern                      | 19:47 (6:24)  |
| 7. September 2002 |         | HSG Magdeburg/Niederndodeleben II | – | BSV Sachsen Zwickau              | 26:32 (12:13) |
| 7. September 2002 |         | HSG WVC Kassel                    | – | TuS Eintracht Oberlübbe          | 15:26 (8:10)  |
| 7. September 2002 |         | SC Buntekuh                       | – | SVG Celle                        | 24:15 (16:7)  |
| 7. September 2002 |         | Reinickendorfer Füchse            | – | SC Germania List                 | 18:28 (8:17)  |
| 7. September 2002 |         | TSV Unterhaching                  | – | TuS Metzingen                    | 16:39 (6:15)  |
| 7. September 2002 |         | TuS Nettelstedt                   | – | PSV Recklinghausen               | 18:19 (13:9)  |
| 7. September 2002 |         | SG Bordesholm/Brügge              | – | HSG Holstein/Kronshagen          | 23:25 (11:16) |
| 7. September 2002 |         | HSG Geestemünde                   | – | SG Kisdorf/Leezen                | 13:30 (7:13)  |
| 7. September 2002 |         | SV Berliner VG 49                 | – | SV Union Halle-Neustadt          | 26:28 (16:13) |
| 7. September 2002 |         | TG Nürtingen                      | – | SV Allensbach                    | 20:31 (8:12)  |
| 7. September 2002 |         | HSG Eibelshausen                  | – | Bayer 04 Leverkusen II           | 17:32 (8:11)  |
| 7. September 2002 |         | SV Germania Fritzlar              | – | SG 09 Kirchhof                   | 22:32 (9:15)  |
| 7. September 2002 |         | HG Quelle Fürth                   | – | TV Ortenberg                     | 23:19 (12:8)  |
| 7. September 2002 |         | TuS Neunkirchen                   | – | HSG Bensheim/Auerbach            | 21:28 (8:13)  |
| 7. September 2002 |         | SG Walldorf Astoria 1902          | – | Frisch Auf Göppingen             | 15:27 (6:9)   |
| 8. September 2002 |         | Thüringer HC II                   | – | SG Tasmania/Neukölln             | 27:25 (14:13) |
| 8. September 2002 |         | Münsterdorfer SV                  | – | VfL Horneburg                    | 15:24 (7:10)  |
| 8. September 2002 |         | VfL Wolfsburg                     | – | HG 85 Köthen                     | 25:17 (9:11)  |
| 8. September 2002 |         | ETuS Wedau                        | – | SG Königsdorf/Köln               | 16:17 (7:6)   |
| 8. September 2002 |         | HSG Haspe/Westerbauer             | – | HSG Blomberg-Lippe               | 14:40 (7:19)  |
| 8. September 2002 |         | HSG Magdeburg/Niederndodeleben    | – | Thüringer HC                     | 26:29 (12:16) |
| 8. September 2002 |         | SVG Celle II                      | – | HSG Isenhagen                    | 18:20 (8:9)   |
| 8. September 2002 |         | Eidelstedter SV                   | – | TSV Ellerbek                     | 20:27 (10:9)  |
| 8. September 2002 |         | SHV Oschatz                       | – | SC Markranstädt                  | 18:28 (10:15) |
| 8. September 2002 |         | TG Osthofen                       | – | DJK Augsburg-Hochzoll (Handball) | 14:30 (5:15)  |
| 8. September 2002 |         | HSG Lüneburg                      | – | TSG Wismar                       | 22:29 (8:16)  |
| 8. September 2002 |         | TSV Klein-Auheim                  | – | TV Ruchheim                      | 16:18 (10:8)  |
| 8. September 2002 |         | VfL Sindelfingen                  | – | TuS Ottenheim                    | 30:26 (14:12) |
| 8. September 2002 |         | SC Greven 09                      | – | VT Bückeburg                     | 29:26 (16:16) |
| 8. September 2002 |         | HSG Kempen                        | – | TV Beyeröhde                     | 20:27 (13:15) |
|                   |         | TSV Nord Harrislee                |   |                                  | Freilos       |
|                   |         | SV Wacker Osterwald               |   |                                  | Freilos       |
|                   |         | TSV Altenholz                     |   |                                  | Freilos       |
|                   |         | TSV Ismaning                      |   |                                  | Freilos       |
|                   |         | TSG Ketsch                        |   |                                  | Freilos       |

Die Sieger qualifizierten sich für die 2. Hauptrunde.

### 2. Runde
Die Spiele der 2. Hauptrunde fanden zwischen dem Tag der Deutschen Einheit und dem 6. Oktober 2002 statt und brachten folgende Ergebnisse:
| Datum           | Uhrzeit   | Heimmannschaft          |   | Gastmannschaft          | Ergebnis                    |
| --------------- | --------- | ----------------------- | - | ----------------------- | --------------------------- |
| 3. Oktober 2002 | 13:30 Uhr | Bayer 04 Leverkusen II  | – | SG Königsdorf/Köln      | 30:20 (15:10)               |
| 3. Oktober 2002 | 15:00 Uhr | HSG Holstein/Kronshagen | – | VfL Horneburg           | 24:21 (10:6)                |
| 3. Oktober 2002 | 16:30 Uhr | SC Greven 09            | – | HSG Blomberg-Lippe      | 29:30 (14:14)               |
| 3. Oktober 2002 | 17:00 Uhr | VfL Sindelfingen        | – | HG Quelle Fürth         | 23:24 (10:11)               |
| 5. Oktober 2002 | 15:00 Uhr | TSV Altenholz           | – | TSG Wismar              | 18:28 (7:10)                |
| 5. Oktober 2002 | 17:45 Uhr | VfL Wolfsburg           | – | HSG Isenhagen           | 18:32 (7:13)                |
| 5. Oktober 2002 | 18:00 Uhr | TV Beyeröhde            | – | TuS Weibern             | 30:32 n. V. (28:28, 12:13)  |
| 5. Oktober 2002 | 19:00 Uhr | SC Markranstädt         | – | SG 09 Kirchhof          | 35:34 n. 2V. (25:25, 14:17) |
| 5. Oktober 2002 | 19:30 Uhr | TuS Metzingen           | – | SV Allensbach           | 37:27 (18:16)               |
| 5. Oktober 2002 | 19:30 Uhr | Frisch Auf Göppingen    | – | HSG Bensheim/Auerbach   | 40:29 (17:10)               |
| 6. Oktober 2002 | 13:45 Uhr | Thüringer HC II         | – | SC Germania List        | 21:35 (7:17)                |
| 6. Oktober 2002 | 15:30 Uhr | TV 1896 Ruchheim        | – | TSG Ketsch              | 11:31 (6:13)                |
| 6. Oktober 2002 | 16:00 Uhr | TuS Eintracht Oberlübbe | – | PSV Recklinghausen      | 26:19 (13:9)                |
| 6. Oktober 2002 | 16:00 Uhr | TSV Ismaning            | – | DJK Augsburg-Hochzoll   | 24:26 (11:17)               |
| 6. Oktober 2002 | 16:00 Uhr | Thüringer HC            | – | SV Union Halle-Neustadt | 33:23 (15:10)               |
| 6. Oktober 2002 | 16:00 Uhr | SV Wacker Osterwald     | – | BSV Sachsen Zwickau     | 36:35 n. V. (31:31, 15:16)  |
| 6. Oktober 2002 | 16:00 Uhr | SG Kisdorf/Leezen       | – | SC Buntekuh             | 20:26 (8:16)                |
| 6. Oktober 2002 | 17:00 Uhr | TSV Ellerbek            | – | TSV Nord Harrislee      | 31:17 (15:8)                |

Die Sieger qualifizierten sich für die 3. Hauptrunde.

### 3. Runde
Zur 3. Hauptrunde, die am 9. Oktober 2002 ausgelost wurde, stießen zu den Siegern der 2. Runde die zwölf nicht abgestiegenen Bundesligisten der Saison 2001/02 sowie die beiden Zweitligaaufsteiger Frankfurter HC (Staffel Nord) und 1. FC Nürnberg (Staffel Süd) hinzu. Die Spiele der 3. Runde fanden am verlängerten Wochenende zwischen Allerheiligen und dem 3. November 2002 statt und führten zu folgenden Ergebnissen:
| Datum            | Uhrzeit   | Heimmannschaft          |   | Gastmannschaft      | Ergebnis      |
| ---------------- | --------- | ----------------------- | - | ------------------- | ------------- |
| 1. November 2002 | 19:00 Uhr | SG Minden/Minderheide   | – | Bayer 04 Leverkusen | 25:23 (8:10)  |
| 1. November 2002 | 19:00 Uhr | BV Borussia Dortmund    | – | SV Teutonia Riemke  | 27:24 (13:13) |
| 2. November 2002 | 16:00 Uhr | TSG Wismar              | – | SG PSV Rostock      | 20:26 (10:10) |
| 2. November 2002 | 16:00 Uhr | TSV Ellerbek            | – | VfL Oldenburg       | 16:31 (9:14)  |
| 2. November 2002 | 16:00 Uhr | Bayer 04 Leverkusen II  | – | HSG Blomberg-Lippe  | 24:28 (13:11) |
| 2. November 2002 | 16:45 Uhr | HSG Holstein/Kronshagen | – | HSG Isenhagen       | 32:20 (18:9)  |
| 2. November 2002 | 17:45 Uhr | Eintracht Oberlübbe     | – | TuS Weibern         | 23:31 (12:16) |
| 2. November 2002 | 19:00 Uhr | HG Quelle Fürth         | – | DJK/MJC Trier       | 21:37 (15:19) |
| 2. November 2002 | 19:00 Uhr | SC Markranstädt         | – | TV Lützellinden     | 26:31 (14:17) |
| 2. November 2002 | 19:30 Uhr | TuS Metzingen           | – | 1. FC Nürnberg      | 21:30 (14:18) |
| 2. November 2002 | 19:30 Uhr | SC Germania List        | – | HC Leipzig          | 16:25 (10:13) |
| 2. November 2002 | 20:00 Uhr | SC Buntekuh             | – | Buxtehuder SV       | 24:30 (11:15) |
| 2. November 2002 | 20:00 Uhr | DJK Augsburg-Hochzoll   | – | TV Mainzlar         | 20:24 (8:12)  |
| 3. November 2002 | 15:00 Uhr | SV Wacker Osterwald     | – | Frankfurter HC      | 21:26 (8:16)  |
| 3. November 2002 | 15:00 Uhr | Thüringer HC            | – | SG Hessen Hersfeld  | 20:27 (11:10) |
| 3. November 2002 | 16:30 Uhr | Frisch Auf Göppingen    | – | TSG Ketsch          | 22:26 (11:14) |

Die Sieger qualifizierten sich für das Achtelfinale.

### Achtelfinale
Die Achtelfinalpaarungen wurden am 5. November 2002 ausgelost. Gespielt wurde das Achtelfinale zwischen dem 21. Dezember 2002 und 5. Januar 2003 und brachte folgende Ergebnisse:
| Datum             | Uhrzeit   | Heimmannschaft          |   | Gastmannschaft        | Ergebnis                   |
| ----------------- | --------- | ----------------------- | - | --------------------- | -------------------------- |
| 21. Dezember 2002 | 17:00 Uhr | HSG Holstein/Kronshagen | – | TV Lützellinden       | 9:32 (7:15)                |
| 21. Dezember 2002 | 18:30 Uhr | TuS Weibern             | – | BV Borussia Dortmund  | 27:28 n. V. (24:24, 13:14) |
| 21. Dezember 2002 | 18:30 Uhr | 1. FC Nürnberg          | – | DJK/MJC Trier         | 27:30 (11:15)              |
| 3. Januar 2003    | 19:30 Uhr | HC Leipzig              | – | Frankfurter HC        | 25:26 (13:16)              |
| 4. Januar 2003    | 18:00 Uhr | SG Hessen Hersfeld      | – | Buxtehuder SV         | 27:34 (13:18)              |
| 4. Januar 2003    | 19:30 Uhr | TV Mainzlar             | – | SG Minden/Minderheide | 33:27 (14:13)              |
| 5. Januar 2003    | 16:00 Uhr | TSG Ketsch              | – | VfL Oldenburg         | 27:18 (14:12)              |
| 5. Januar 2003    | 16:00 Uhr | HSG Blomberg-Lippe      | – | SG PSV Rostock        | 26:24 (12:14)              |

Die Sieger qualifizierten sich für das Viertelfinale.

### Viertelfinale
Die Viertelfinalspiele wurden am Wochenende 8./9. März 2003 ausgetragen und brachten folgende Ergebnisse:
| Datum        | Uhrzeit   | Heimmannschaft       |   | Gastmannschaft  | Ergebnis      |
| ------------ | --------- | -------------------- | - | --------------- | ------------- |
| 8. März 2003 | 19:00 Uhr | BV Borussia Dortmund | – | Buxtehuder SV   | 27:30 (12:16) |
| 8. März 2003 | 19:30 Uhr | TV Mainzlar          | – | Frankfurter HC  | 31:32 (17:19) |
| 8. März 2003 | 20:00 Uhr | TSG Ketsch           | – | DJK/MJC Trier   | 24:27         |
| 9. März 2003 | 16:00 Uhr | HSG Blomberg-Lippe   | – | TV Lützellinden | 28:30         |

Die Sieger qualifizierten sich für das Final Four.

## Final Four
Das Final Four wurde am Wochenende 20./21. Juni 2003 in der Erdgasarena in Riesa ausgetragen.

### Halbfinale
| Datum         | Uhrzeit   | Heimmannschaft |   | Gastmannschaft  | Ergebnis      |
| ------------- | --------- | -------------- | - | --------------- | ------------- |
| 20. Juni 2003 | 18:00 Uhr | Frankfurter HC | – | TV Lützellinden | 28:27 (15:10) |
| 20. Juni 2003 | 20:00 Uhr | Buxtehuder SV  | – | DJK/MJC Trier   | 30:33 (18:16) |

### Spiel um Platz 3
| Datum         | Uhrzeit   | Heimmannschaft |   | Gastmannschaft  | Ergebnis      |
| ------------- | --------- | -------------- | - | --------------- | ------------- |
| 21. Juni 2003 | 14:00 Uhr | Buxtehuder SV  | – | TV Lützellinden | 27:20 (10:12) |

### Finale
| Datum         | Uhrzeit   | Heimmannschaft |   | Gastmannschaft | Ergebnis      |
| ------------- | --------- | -------------- | - | -------------- | ------------- |
| 21. Juni 2003 | 16:00 Uhr | Frankfurter HC | – | DJK/MJC Trier  | 28:26 (11:14) |